# Hoogovenstoernooi 1983
Het Hoogovenstoernooi 1983 was een schaaktoernooi dat plaatsvond in het Nederlandse Wijk aan Zee. Het werd gewonnen door Ulf Andersson.

## Eindstand
| Nr.    | Speler            | Punten |
| ------ | ----------------- | ------ |
| Goud   | Ulf Andersson     | 9      |
| Zilver | Zoltán Ribli      | 8½     |
| Brons  | Vlastimil Hort    | 8      |
| Brons  | Walter Browne     | 8      |
| 5      | John Nunn         | 7½     |
| 6      | Yasser Seirawan   | 7      |
| 7      | Krunoslav Hulak   | 6½     |
| 8      | Viktor Kortsjnoj  | 6      |
| 9      | Hans Ree          | 5½     |
| 9      | Peter Scheeren    | 5½     |
| 9      | Friðrik Ólafsson  | 5½     |
| 12     | John van der Wiel | 5      |
| 13     | Jonathan Speelman | 4½     |
| 13     | Adam Kuligowski   | 4½     |